# Lebeckia halenbergensis
Lebeckia halenbergensis là một loài thực vật có hoa trong họ Đậu. Loài này được Merxm. & A.Schreib. miêu tả khoa học đầu tiên.